# Jałowo (Bułgaria)
Jałowo (bułg. Ялово) – wieś w Bułgarii, w obwodzie Wielkie Tyrnowo, w gminie Wielkie Tyrnowo. W 2024 roku liczyła 107 mieszkańców.